# 巴西島

巴西島（葡萄牙語：Ilha Brasileira）是一個位於烏拉圭河和夸拉伊河的匯流處的無人島。該島接近阿根廷、巴西和烏拉圭三國的交點，同時也是巴西、烏拉圭二國的爭議地區。該島長3.7公里、寬0.95公里，面積2.2平方公里，座標為30°10′56″S 57°37′43″W / 30.18222°S 57.62861°W。

## 概述

### 領土爭端
該島為巴西和烏拉圭的爭議地區；其中巴西將此島劃入南里奧格蘭德州的巴拉杜夸賴市，而烏拉圭將此島劃入阿蒂加斯省的貝亞烏尼翁市；但是兩國都未積極實施對該島的主權。此外，對該島的爭端也未影響兩國在經濟和外交上的友好關係。

### 人類活動
1964年，有一位名為José Jorge Daniel的巴西農民來到了這個島，並在上居住了四十多年。2011年，他離開了這個島嶼，搬到了附近的烏魯瓜亞納和親戚居住。不久，他就去世了；那一年他已經九十三歲（一說九十五歲）了。自從他搬走之後，那個島嶼又一次變成了無人島。

### 自然災害
2009年8月7日，該島發生了火災，原因不明。大火最終被消防隊員撲滅，但是這場火災至少燒到了40％的天然植被。José Jorge Daniel的房子未被這場火災傷害。從那時起，附近的生物學家和學生就會偶爾到島上進行考察，了解火災對當地植物造成的破壞和嘗試恢復曾經的生態系統。

## 外部連結
- Detailed information about the disputed island from ultra-nationalist site (in Portuguese, Spanish and some texts in English; this site is presented as "the thoughts of the author.")

30°11′06″S 57°37′48″W / 30.185°S 57.63°W